# Caballo Nokota

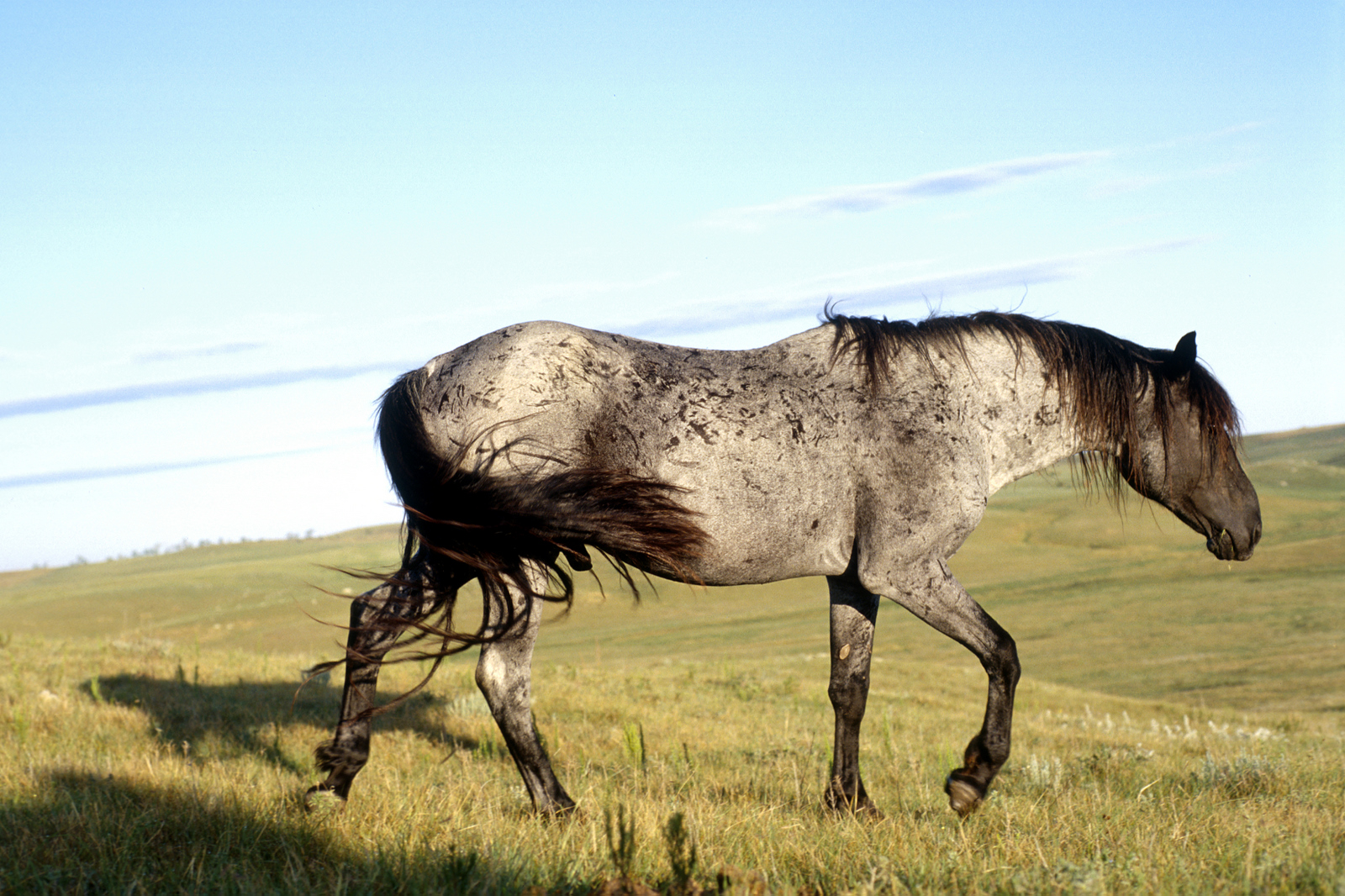
Fotografía de un caballo Nokota.

El caballo Nokota es una raza de caballos cimarrones y semi-cimarrones que se originó en los badlands del Parque nacional Teodoro Roosevelt.

## Historia
La raza original era una población salvaje relativamente aislada después de que todos los otros caballos salvajes se habían alejado de las Dakotas. Esta población salvaje descendió de un grupo de caballos nativos americanos[cita requerida] y los primeros caballos de los ranchos que ya habían sido adaptados al suroeste de Dakota del Norte y su clima extremo donde las temperaturas fluctúan rápidamente y con una variedad de -50C hasta 45C, donde vientos intensos y tormentas severos son comunes, y también donde hay sequías frecuentemente. Han tratado de quitar y eliminar la población salvaje, pero esto también ha contribuido a las características de ser adaptable, ágil, e inteligente de los caballos Nokota.

## Características
Sus características físicas no han cambiado entre muchas generaciones, hasta que la descripción de Frederic Remington de 1888 es lo mismo que lo de hoy; “Generalmente, el caballo es de color ruano, y con inclinación de ser ruano, sin importa cuanto superficial es. Está construido de manera muy fuerte con mucho músculo, y es el único caballo que tiene cadenas cuadradas. Es más o menos 14 manos de altura; y aunque no tiene la actividad del caballo tejano, tiene mucho más fuerza.” “Cadenas cuadradas” refiere a la figura de la cadena cuando se ve de atrás, y la grupa inclina empinadamente. La estructura de los huesos es muy fuerte con pies grandes y menudillos plumados que ofrecen protección cuando buscan pasto en la nieve y hielo. La raza es única en que el pelaje ruano-azul es muy común, y también negro y gris. Hay pocos caballos de color bayo y castaño y todas las variaciones de estos colores principales con ruano. Marcas de overo, incluyendo ojos azules y pelaje blanco en la cara y las piernas, son relativamente comunes, y se encuentra algunos linajes de pardo.

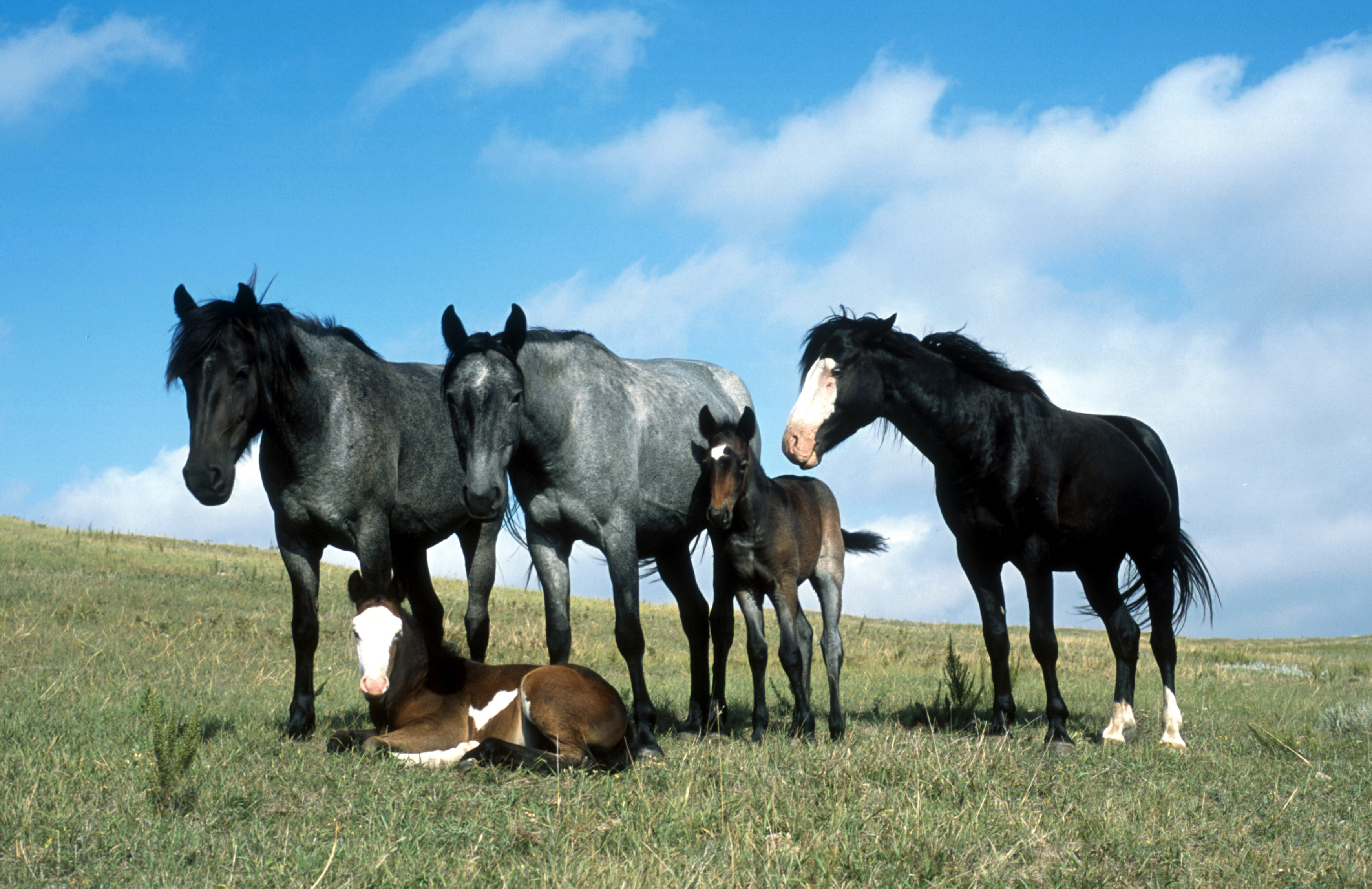
Un pequeño grupo de caballos de esta raza, que ejemplifica los colores tradicionales de ella.

## En la actualidad
Hoy los caballos Nokota sobreviven en el Parque nacional Teodoro Roosevelt, donde casi todos están bajo la influencia de caballos domesticados que estaban introducidos deliberadamente al parque, y en una red de granjas y ranchos guiadas por el sin ánimo Nokota Horse Conservancy (NHC). Las metas de la NHC son de preservar la población original, o las manadas fundacionales, que existía en el parque, y a promocionar y apoyar todos los caballos de ascendencia Nokota. Esta raza ha recuperado de un mínimo de 18 individuales conocidos hasta más de 300 caballos completamente de manadas fundacionales, en adición de muchos más caballos registrados nombrados “cruces del Parque nacional” que tienen orígenes mezcladas pero son de por lo menos 50% manada fundacional. Los caballos Nokota son conocidos por su fuerza, su resistencia, su capacidad de saltar, y su temperamento calmado y social. La población de manadas fundacionales sobrevive hoy porque dos hermanos que compitieron en el “Great American Horse Race” en terreno difícil y natural, Leo y Frank Kuntz, empezaron usando y criando algunos caballos Nokota salvajes y notaron su capacidad atlética y la facilidad de entrenarlos. Cuando el Parque nacional Teodoro Roosevelt empezaba a introducir caballos doméstico y selectivamente quitar el tipo original, Leo y Frank compraron todos los caballos Nokota de manadas fundacionales que era posible de las redadas para continuar a criar estas linajes en sus ranchos. Finalmente los hermanos ganaron reconocimiento de la Nokota como una raza oficial y como el Caballo Honorario del estado de Dakota del Norte por su papel integral histórico. Un creciendo grupo de apoyados más tarde ayudaron a fundar la Nokota Horse Conservancy que tiene la meta definitivo de crear un refugio donde los caballos Nokota pueden vivir otra vez como una población salvaje. Pero en el presente la supervivencia de esta raza que está críticamente en peligro depende en la familia Kuntz y en crear una red de propietarios y criadores de los caballos Nokota quienes pueden ayudar a difundir esta raza que no es muy conocido pero si es muy útil a siempre más personas. Típicamente, los caballos Nokota son juguetones, pensativos, y amables, y entonces han encontrado lo más apoyo de jinetes de disfruto, pero también han tenido éxito en el mundo competitivo, incluyendo dressage. En 2007, dos yeguas preñadas y dos potros estaban importados a Francia, y ahora hay 8 caballos Nokota en Francia y 20 en Suecia. Están planeando para ampliar la población Europeo con importaciones adicionales directamente del Rancho Kuntz hasta el Aeropuerto de Ámsterdam-Schiphol, y con la rotación de sementales que ya están en Europa.